# Polyrhaphis jansoni
Polyrhaphis jansoni är en skalbaggsart som beskrevs av Francis Polkinghorne Pascoe 1859. Polyrhaphis jansoni ingår i släktet Polyrhaphis och familjen långhorningar. Inga underarter finns listade i Catalogue of Life.